# Mœurs-Verdey

Mœurs-Verdey este o comună în departamentul Marne, Franța. În 2009 avea o populație de 300 de locuitori.